# イジドア・ラックストーン
イジドア・ラックストーン（Isidore Luckstone, 1861年1月29日 - 1941年3月12日）は、アメリカ合衆国のピアニスト、声楽教師。

## 経歴
メリーランド州ボルチモアに生まれる。姉にピアノを、数人の教師のもとで声楽を学んだ。1883年にヴァイオリニストのカミラ・ウルソの伴奏者となる。1884年から1891年にかけてヴァイオリニストのエドゥアルト・レメーニの世界中を巡る演奏旅行に伴奏者として同行した。1886年（明治19年）の夏にはレメーニ、ソプラノ歌手ルイーザ・マルケッティ (Luisa Marchetti) とともに日本を訪れ、神戸外国人居留地の神戸リガッタ・アンド・アスレチック・倶楽部体育館（居留地劇場）、横浜外国人居留地のパブリックホール、東京の鹿鳴館で公演を行った。1893年にドイツのベルリンでフィリップ・シャルヴェンカにピアノを師事した。アマーリエ・マテルナ、フランティシェク・オンドジーチェク、リリアン・ノルディカといった歌手、演奏家の演奏旅行に同行したのち、1897年にニューヨークに移住して声楽教師、伴奏者として活動した。マルツェラ・ゼンブリヒ、フリッツ・クライスラー、ネリー・メルバらのニューヨーク公演では伴奏者となり、1925年から1939年までニューヨーク大学教育学部 (School of Education) で教育学の教授を務めた。教え子にランバート・マーフィーがいる。